# Platygaster gorgo
Platygaster gorgo är en stekelart som beskrevs av Walker 1839. Platygaster gorgo ingår i släktet Platygaster och familjen gallmyggesteklar. Arten är reproducerande i Sverige. Inga underarter finns listade i Catalogue of Life.